# Percy Brandt
Percy Brandt, född 7 november 1922 i Lahore i Brittiska Indien (nuvarande Pakistan), död 4 december 2005 i Göteborg, var en svensk skådespelare. Han var gift med Else-Marie Brandt och är far till Paula Brandt.

## Biografi
Brandt filmdebuterade 1950 i Rolf Husbergs Anderssonskans Kalle och har sedan debuten medverkat i drygt 30 film- och TV-produktioner. Han har vid sidan av de fasta teaterscenerna varit engagerad vid TV-teatern.
Han tilldelades Teaterförbundets guldmedalj för "utomordentlig konstnärlig gärning" 1985.

## Filmografi
- 1950 – Anderssonskans Kalle
- 1958 – Fridolf sticker opp!
- 1965 – Flygplan saknas
- 1972 – Rävspel (TV-serie)
- 1974 – Fiskeläget (TV-serie)
- 1975 – Gyllene år (TV-serie)
- 1975 – Jourhavande (TV-serie)
- 1976 – Långt borta och nära
- 1976 – Raskens (TV-serie)
- 1976 – Engeln (TV-serie)
- 1979 – Charlotte Löwensköld
- 1979 – Albert & Herbert (TV-serie)
- 1980 – Modet att döda
- 1980 – På banken (TV-serie)
- 1981 – Fem dagar i december (TV-serie)
- 1981 – Stjärnhuset (TV-serie)
- 1982 – Profeten i Pajala
- 1982 – Vi ses på Bråddvaj (TV-serie)
- 1984 – Kaos är granne med Gud
- 1984 – Natten är dagens mor
- 1986 – Moa
- 1986 – Prinsessan av Babylonien
- 1985 – Röd snö (TV-serie)
- 1986 – Gösta Berlings saga (TV-serie)
- 1986 – Kulla-Gulla (TV-serie)
- 1987 – Undanflykten
- 1987 – Hip hip hurra!
- 1988 – Venus 90
- 1988 – Jungfruresan
- 1988 – Måsen
- 1988 – Som man ropar (TV-serie)
- 1988 – Polisen som vägrade ta semester (TV-serie)
- 1988 – Träpatronerna (TV-serie)
- 1989 – Kronvittnet
- 1989 – Den döende dandyn
- 1989 – Vildanden
- 1989 – Kvinnorna på taket
- 1989 – Sparvöga (TV-serie)
- 1990 – Kurt Olsson – filmen om mitt liv som mig själv
- 1990 – God afton, Herr Wallenberg
- 1990 – Spänn mig för karlavagnen
- 1991 – Kajsa Kavat
- 1991 – Agnes Cecilia – en sällsam historia
- 1993 – Hon & han
- 1994 – I morgon, Mario
- 1994 – Håll huvet kallt (TV-serie)
- 1994 – Rena rama Rolf (TV-serie)

## Teater

### Roller (ej komplett)
| År   | Roll                       | Produktion                                                                                      | Regi                        | Teater                   |
| ---- | -------------------------- | ----------------------------------------------------------------------------------------------- | --------------------------- | ------------------------ |
| 1954 | Max Halliday               | Slå nollan till polisen (Dial M For Murder) Frederick Knott                                     | Frank Sundström             | Riksteatern              |
| 1955 | Konstapel Warren           | Vår lilla stad (Our Town) Thornton Wilder                                                       | Per-Axel Branner            | Nya Teatern              |
| 1955 | Bertoldo                   | Henrik IV (Enrico IV) Luigi Pirandello                                                          | Per-Axel Branner            | Nya Teatern              |
| 1955 | Bobbie Romford             | Min fru på drift (This Was a Man) Noël Coward                                                   | Frank Sundström             | Nya Teatern              |
| 1955 | Noah Curry                 | Regnmakaren (The Rainmaker) N. Richard Nash                                                     | Frank Sundström             | Nya Teatern              |
| 1955 | Poliskonstapeln            | Tre Amerikaner: De nedtrampade petuniorna (The case of the crushed petunias) Tennessee Williams | Claes Thelander             | Nya Teatern              |
| 1955 | Enos                       | Tre Amerikaner: Onyttingen (The No’ Count Boy) Paul Green                                       | Claes Thelander             | Nya Teatern              |
| 1955 | Mr. Wolfstein              | Simon och Laura (Simon and Laura) Alan Melville                                                 | Per-Axel Branner            | Lisebergsteatern         |
| 1955 | Mr. Wolfstein              | Simon och Laura (Simon and Laura) Alan Melville                                                 | Per-Axel Branner            | Nya teatern              |
| 1956 | Philip                     | Alltsedan paradiset (Ever Since Paradise) J.B. Priestley                                        | Per-Axel Branner            | Nya Teatern              |
| 1956 | Vladim Romanoff            | Romanoff och Juliet (Romanoff and Juliet) Peter Ustinov                                         | Hans Dahlin                 | Nya Teatern              |
| 1957 | Anutjkin, infanteriofficer | Frieriet (Женитьба, Zhenit'ba) Nikolai Gogol                                                    | Anita Blom                  | Parkteatern              |
| 1958 |                            | Arsenik och gamla spetsar (Arsenic and Old Lace) Joseph Kesselring                              | Olof Thunberg               | Intiman                  |
| 1958 | Herr Peachum               | Tolvskillingsoperan (Die Dreigroschenoper) Bertolt Brecht och Kurt Weill                        | Johan Falck                 | Helsingborgs stadsteater |
| 1958 | Robert Giraux              | Bäddat för tre (Monsieur Masure) Claude Magnier                                                 | Lennart Olsson              | Helsingborgs stadsteater |
| 1958 |                            | Ägget (L'Œuf) Félicien Marceau                                                                  | Lennart Olsson              | Helsingborgs stadsteater |
| 1959 | Vincentio                  | Så tuktas en argbigga (The Taming of the Shrew) William Shakespeare                             | Johan Falck Edvin Adolphson | Helsingborgs stadsteater |
| 1959 | Hooper Moulsworth          | Romanoff och Julia (Romanoff and Juliet) Peter Ustinov                                          | Lennart Olsson              | Helsingborgs stadsteater |
| 1959 | Herr von Baltin            | Levande ljus (Bei Kerzenlicht) Siegfried Geyer, Robert Katscher och Karl Farkas                 | Åke Engfeldt                | Helsingborgs stadsteater |
| 1959 | Juryman 9                  | Tolv edsvurna män (12 Angry Men) Reginald Rose                                                  | Johan Falck                 | Helsingborgs stadsteater |
| 1959 | Brickman                   | Fridas visor eller Oscars fyra bekymmer eller En vecka i Lilla Paris Gösta Sjöberg              | Frank Sundström             | Helsingborgs stadsteater |
| 1959 | Doktorn                    | Generalen på skolbänken (L'Hurluberlu ou Le Reactionnaire amoureux) Jean Anouilh                | Palle Granditsky            | Helsingborgs stadsteater |
| 1959 | Jacques                    | Som ni behagar (As you Like it) William Shakespeare                                             | Frank Sundström             | Helsingborgs stadsteater |
| 1960 | Herr van Daan              | Anne Franks dagbok (The Diary of Anne Frank) Frances Goodrich och Albert Hackett                | Frank Sundström             | Helsingborgs stadsteater |
| 1965 | Rough                      | Gasljus (Gas Light) Patrick Hamilton                                                            | Palle Granditsky            | Upsala-Gävle stadsteater |
| 1965 |                            | De vassa palmerna Elsa Grave                                                                    | Anita Blom                  | Upsala-Gävle stadsteater |
| 1967 |                            | Tango Sławomir Mrożek                                                                           | Ulr Fredriksson             | Upsala-Gävle stadsteater |
| 1968 |                            | Idioten (Идиот, Idiot) Fjodor Dostojevskij                                                      | Palle Granditsky            | Upsala-Gävle stadsteater |
| 1968 | Botten                     | En midsommarnattsdröm (A Midsummer Night's Dream) William Shakespeare                           | Hans Bergström              | Riksteatern              |

## Radioteater

### Roller
| År   | Roll          | Produktion                     | Regi          |
| ---- | ------------- | ------------------------------ | ------------- |
| 1961 | En serviceman | Ur askan i elden Folke Mellvig | Börje Mellvig |

### Fotnoter
1. 1 2  ”Percy Brandt”. Svensk Filmdatabas. http://www.sfi.se/sv/svensk-filmdatabas/Item/?type=PERSON&itemid=63476&iv=BIOGRAPHY. Läst 5 augusti 2012.
2. ↑  ”Frank Sundström i Eskilstuna”. Dagens Nyheter:  s. 9. 26 januari 1954. http://arkivet.dn.se/tidning/1954-01-26/24/9. Läst 15 mars 2017.
3. ↑  ”Vår lilla stad”. Musik- och Teaterbiblioteket. https://calmview.musikverk.se/CalmView/Record.aspx?src=CalmView.Performance&id=PERF14221&pos=1013. Läst 15 juli 2025.
4. ↑  ”Henrik IV”. Musik- och Teaterbiblioteket. https://calmview.musikverk.se/CalmView/Record.aspx?src=CalmView.Performance&id=PERF14222&pos=1014. Läst 15 juli 2025.
5. ↑  Ebbe Linde (5 mars 1955). ”Pirandellos 'Henrik IV'”. Dagens Nyheter:  s. 10. https://arkivet.dn.se/tidning/1955-03-05/11161-62/10. Läst 15 juli 2025.
6. ↑  ”Min fru på drift”. Musik- och Teaterbiblioteket. https://calmview.musikverk.se/CalmView/Record.aspx?src=CalmView.Performance&id=PERF14223&pos=1015. Läst 15 juli 2025.
7. ↑  ”Regnmakaren”. Musik- och Teaterbiblioteket. https://calmview.musikverk.se/CalmView/Record.aspx?src=CalmView.Performance&id=PERF14240&pos=1017. Läst 15 juli 2025.
8. ↑  Barbro Hähnel (24 september 1955). ”'Regnmakaren' på Nya teatern”. Dagens Nyheter:  s. 9. https://arkivet.dn.se/tidning/1955-09-24/11161-259/9. Läst 15 juli 2025.
9. ↑  ”Tre amerikaner”. Musik- och Teaterbiblioteket. https://calmview.musikverk.se/CalmView/Record.aspx?src=CalmView.Performance&id=PERF14243&pos=1020. Läst 15 juli 2025.
10. ↑  ”Onyttingen”. Musik- och Teaterbiblioteket. https://calmview.musikverk.se/CalmView/Record.aspx?src=CalmView.Performance&id=PERF14246&pos=1018. Läst 15 juli 2025.
11. ↑  Sven Barthel (8 december 1955). ”Tre enaktare på Nya teatern”. Dagens Nyheter:  s. 20. https://arkivet.dn.se/tidning/1955-12-08/11161-333/20. Läst 15 juli 2025.
12. ↑  ”Televisionsskoj på Nyan”. Dagens Nyheter:  s. 10. 30 december 1955. http://arkivet.dn.se/arkivet/tidning/1955-12-30/353/10. Läst 22 augusti 2015.
13. ↑  ”Alltsedan paradiset”. Musik- och Teaterbiblioteket. https://calmview.musikverk.se/CalmView/Record.aspx?src=CalmView.Performance&id=PERF14248&pos=1022. Läst 16 juli 2025.
14. ↑  Sven Barthel (29 augusti 1956). ”Alltsedan paradiset”. Dagens Nyheter:  s. 13. https://arkivet.dn.se/tidning/1956-08-29/11164-234/13. Läst 16 juli 2025.
15. ↑  ”Romanoff och Juliet”. Musik- och Teaterbiblioteket. https://calmview.musikverk.se/CalmView/Record.aspx?src=CalmView.Performance&id=PERF14250&pos=1023. Läst 16 juli 2025.
16. ↑  ”Tidningsnotis”. Dagens Nyheter:  s. 10. 8 augusti 1957. https://arkivet.dn.se/tidning/1957-08-08/213/10. Läst 29 juli 2018.
17. ↑  ”Massmord på Intiman”. Dagens Nyheter:  s. 12. 12 april 1958. https://arkivet.dn.se/tidning/1958-04-12/98/12. Läst 21 juli 2018.
18. ↑  Barbro Hähnel (7 november 1958). ”'Ägget' i skånsk upplaga”. Dagens Nyheter:  s. 18. https://arkivet.dn.se/tidning/1958-11-07/302/18. Läst 25 december 2021.
19. ↑  ”Anouilh i Hälsingborg”. Dagens Nyheter:  s. 40. 4 oktober 1959. https://arkivet.dn.se/tidning/1959-10-04/269/40. Läst 26 maj 2018.
20. ↑  Ingvar Holm (27 december 1959). ”Som ni behagar”. Dagens Nyheter:  s. 19. https://arkivet.dn.se/tidning/1959-12-27/350/19. Läst 26 maj 2018.
21. ↑  Barbro Hähnel (7 januari 1965). ”Victorianskt dubbelspel”. Dagens Nyheter:  s. 12. https://arkivet.dn.se/tidning/1965-01-07/11166-5/12. Läst 3 mars 2025.
22. ↑  Bengt Jahnsson (20 november 1965). ”Grave i Uppsala: En självklar teaterbegåvning”. Dagens Nyheter:  s. 14. https://arkivet.dn.se/tidning/1965-11-20/11166-315/14. Läst 3 januari 2025.
23. ↑  Sven Barthel (14 september 1967). ”Jan Blombergs fars-Hamlet”. Dagens Nyheter:  s. 18. https://arkivet.dn.se/tidning/1967-09-14/11171-249/18. Läst 3 januari 2025.
24. ↑  Bengt Jahnsson (26 januari 1968). ”Kongenialt samspel i Uppsalas 'Idioten'”. Dagens Nyheter:  s. 18. https://arkivet.dn.se/tidning/1968-01-26/11171-24/18. Läst 3 januari 2025.
25. ↑  Barbro Hähnel (21 september 1968). ”Riksteaterns 'Midsommarnattsdröm': Shakespeare som hippie”. Dagens Nyheter:  s. 12. http://arkivet.dn.se/arkivet/tidning/1968-09-21/257/12. Läst 31 augusti 2015.
26. ↑  ”Radioprogrammet”. Dagens Nyheter:  s. 31. 18 november 1961. https://arkivet.dn.se/tidning/1961-11-18/313/31. Läst 19 december 2021.